# I. liga 1985-1986
L'edizione 1985/86 del campionato cecoslovacco di calcio vide la vittoria finale del'FC Vítkovice, che conquista il suo primo titolo.
Capocannoniere del torneo fu Stanislav Griga dello Sparta ČKD Praga con 19 reti.

## Classifica finale
|    | Classifica                        | G  | V  | N  | P  | GF | GS | DR  | Pti |
| -- | --------------------------------- | -- | -- | -- | -- | -- | -- | --- | --- |
| 1  | Vítkovice                         | 30 | 14 | 12 | 4  | 48 | 32 | +16 | 40  |
| 2  | Sparta ČKD Praga                  | 30 | 15 | 7  | 8  | 75 | 30 | +45 | 37  |
| 3  | Dukla Praga                       | 30 | 13 | 8  | 9  | 60 | 34 | +26 | 34  |
| 4  | Sigma Olomouc                     | 30 | 12 | 10 | 8  | 55 | 40 | +15 | 34  |
| 5  | Bohemians ČKD Praga               | 30 | 12 | 10 | 8  | 52 | 37 | +15 | 34  |
| 6  | Slavia Praga                      | 30 | 15 | 4  | 11 | 37 | 28 | +9  | 34  |
| 7  | RH Cheb                           | 30 | 14 | 3  | 13 | 49 | 48 | +1  | 31  |
| 8  | Baník Ostrava OKD                 | 30 | 11 | 8  | 11 | 41 | 34 | +7  | 30  |
| 9  | Dukla B.B.                        | 30 | 9  | 10 | 11 | 34 | 45 | -11 | 28  |
| 10 | Spartak TAZ Trnava                | 30 | 9  | 9  | 12 | 25 | 32 | -7  | 27  |
| 11 | DAC Dunajská Streda               | 30 | 9  | 9  | 12 | 27 | 43 | -16 | 27  |
| 12 | Tatran Prešov                     | 30 | 11 | 4  | 15 | 26 | 45 | -19 | 26  |
| 13 | ZVL Žilina                        | 30 | 9  | 8  | 13 | 30 | 50 | -20 | 26  |
| 14 | Dyn. Č. Budějovice                | 30 | 7  | 11 | 12 | 31 | 46 | -15 | 25  |
| 15 | Lokomotíva Košice                 | 30 | 8  | 8  | 14 | 29 | 45 | -16 | 24  |
| 16 | Internacionál Slovnaft Bratislava | 30 | 9  | 5  | 16 | 24 | 54 | -30 | 23  |

## Verdetti
- Vítkovice campione di Cecoslovacchia 1985/86.
- Vítkovice ammessa alla Coppa dei Campioni 1986-1987.
- Sparta ČKD Praga e Dukla Praga ammesse alla Coppa UEFA 1986-1987.
- Lokomotíva Košice e Inter Bratislava retrocesse.